# Isabelle Simonis
Pour les articles homonymes, voir Simonis.
Isabelle F.J. Simonis, née le 4 mars 1967 à Ougrée, est une femme politique belge, membre du Parti socialiste. Elle est ministre du Gouvernement Demotte III.

## Biographie

### Début de carrière
Isabelle Simonis démarre aux Femmes Prévoyantes Socialistes et en devient la secrétaire générale.

### Carrière politique
De 2004 à 2009 puis de 2009 à 2014, Isabelle Simonis est députée wallonne de la Communauté française de Belgique. Elle est élue de nouveau en 2014 mais empêchée en raison de son rôles de ministre.
Présidente du Parlement de la Communauté française de juillet à octobre 2004, Isabelle Simonis démissionne à la suite de la parution d'une note relative au droit de vote des étrangers au sein de laquelle figurait un passage relatif au fait d'attirer le vote des étrangers vers le PS.
Du 22 juillet 2014 au 3 décembre 2018, elle est ministre francophone de la Promotion sociale, de la Jeunesse, des Droits des femmes et de l'Égalité des chances au sein du Gouvernement Demotte III. Dans ce cadre, elle s'oppose à la cryogénisation des ovules financée par les employeurs y préférant davantage de crèches et de congé paternel et en rappelant que la procréation médicalement assistée n'est pas à la portée de tous les budgets. Elle demande plus d'heures pour enseigner le français aux réfugiés de la guerre civile syrienne en 2015. En 2017, sa priorité est la violence conjugale avec la création d'une enveloppe de 15000 euros. Elle quitte son poste le 3 décembre 2018 pour exercer son mandat local à part entière. 
Elle est secrétaire d'État aux Familles et aux Personnes handicapées (2003-2004).
Elle est bourgmestre de Flémalle de 2006 à 2022 (empêchée en raison de ses rôles de ministre). En décembre 2022, elle démissionne de son poste de bourgmestre de Flémalle pour travailler dans le secteur associatif, restant active comme conseillère municipale.